# Dispersione (fisica)
In fisica con il termine dispersione si indica il fenomeno associato ad alcuni mezzi di propagazione, detti appunto dispersivi, nei quali un'onda, durante la sua propagazione, subisce un allungamento nello spazio della propria forma d'onda ovvero del suo fronte d'onda o inviluppo dell'onda per effetto della dipendenza dell'indice di rifrazione del mezzo stesso dalla frequenza. Come ulteriore effetto conseguente si ha la contrazione dello spettro in frequenza della perturbazione e la dispersione nello spazio dell'energia associata all'inviluppo stesso con conservazione globale dell'energia totale. 

## Descrizione
L'esempio fisico più evidente è la cosiddetta dispersione della luce.
Sono possibili anche dispersioni negative con effetto opposto di accorciamento del segnale nel dominio del tempo e nello spazio e allungamento nel dominio della frequenza.  
Il termine è distinto invece dai mezzi cosiddetti dissipativi dove invece l'attenzione è concentrata su fenomeni di attenuazione dell'energia o ampiezza dell'onda durante la propagazione.
Nelle comunicazioni ottiche la dispersione è funzione diretta della distanza e della larghezza spettrale della sorgente di emissione ed è misurata dal coefficiente di dispersione D, dimensionalmente pari ad un tempo su lunghezza moltiplicata per larghezza spettrale.    
Fenomeni di propagazione solitonica contrastano invece la dispersione consentendo la propagazione inalterata del segnale anche su tratte di migliaia di chilometri.